# CCSTI de Grenoble
Pour les articles homonymes, voir Casemate (homonymie).
La Casemate, d’abord association loi de 1901 fondée en 1979 à l’initiative de représentants des universités et centres de recherche locaux et des collectivités locales, est un centre de culture scientifique (CCSTI).
Ouvert au public le 4 décembre 1979, il est le second centre culturel scientifique créé en France après le Palais de la découverte. Depuis, un réseau d’une quarantaine de CCSTI s’est constitué. Chacun de ces centres de sciences continue, sur leur territoire, à écrire l’histoire de la culture scientifique, technique et industrielle.
Depuis le 1er janvier 2021, La Casemate est une composante de Territoire de sciences, un Établissement Public de Coopération Culturelle à caractère industriel et commercial. Sa mission principale reste inchangée et consiste à favoriser l’appropriation des sciences et des innovations par tous les publics. Elle est composée d’une équipe d’une vingtaine de personnes issues de la culture, des sciences, du journalisme, de la communication, de la médiation et de l’ingénierie de projet.

## Historique
Cette casemate a été construite dans les années 1830 dans le cadre de la fortification de la colline de la Bastille par le général Haxo. Il servait à entreposer des pièces de canon et à loger des troupes en temps de siège. En 1960, la ville acquiert cette casemate d'une superficie au sol de 1 350 m2 afin de la rénover en galerie commerciale. Les travaux sont achevés en 1968, mais la galerie ne fonctionne que quelques années. En 1968 également, une animation consacrée aux sciences est mise en place à la maison de la Culture de Grenoble et conduira  à la création du CCSTI.
Ouvert au public le 4 décembre 1979, la Casemate est le second centre culturel scientifique créé en France après celui du Palais de la découverte en 1937.
Dans le cadre du projet Inmediats, la Casemate a lancé un pure player d'information scientifique, Echosciences Grenoble, et organise des expositions en partenariat avec le muséum d'histoire naturelle de Grenoble ou avec l'université Grenoble-Alpes.
Dans la nuit du 20 au 21 novembre 2017, un incendie « sans doute volontaire » détruit une partie de la Casemate le rajoutant à la longue liste d'une vague d'incendies criminels à Grenoble. Le 24 novembre 2017, un message de revendication est publié sur le site Indymedia Grenoble.
Le rez-de-chaussée reste ouvert au public pour des expositions, des ateliers et des conférences mais la reconstruction nécessaire est entamée le 6 décembre 2019. Les nouveaux locaux rénovés et agrandis d'une nouvelle salle de plus de 100 m2 sont livrés en mars 2021. La même année, l'association La Casemate change de statut pour devenir un établissement public de coopération culturelle. Cette nouvelle structure va également gérer à partir de 2022 le centre de sciences Cosmocité installé à Pont-de-Claix, et visant notamment à abriter un planétarium.

## Labels et réseau
Le CCSTI de Grenoble est labellisé « Science et Culture, Innovation » par le Ministère de l'Enseignement supérieur et de la Recherche.
La Casemate est membre du réseau Ecsite, organisation européenne fondée en 1989 et visant à promouvoir la science auprès du grand public. Ce centre abrite également un Fab lab, espace de création pour tout public, permettant de concevoir ou de reproduire n'importe quel objet en différentes matières.
À partir de 2011, la Casemate fait partie du projet Inmediats, qui a reçu 30 millions d'euros pour développer des solutions destinées à inciter les jeunes à se tourner vers le secteur de la recherche.

## Personnes clés
La Casemate est une association française type « loi de 1901 », présidée par Patrice Senn et dirigée de 2002 à août 2017 par Laurent Chicoineau. La directrice actuelle est Jeany Jean-Baptiste.